# Chiesa di San Domenico Soriano
La chiesa di San Domenico Soriano prende la sua titolatura dall'omonima immagine miracolosa di San Domenico Soriano ed è una delle chiese monumentali di Napoli ubicata in piazza Dante. Qui trovò sepoltura san Nunzio Sulprizio il cui corpo è collocato sull'altare maggiore e in seguito alla sua canonizzazione nel 2018 la chiesa ha cambiato nome in chiesa dei Santi Domenico Soriano e Nunzio Sulprizio 

## Storia

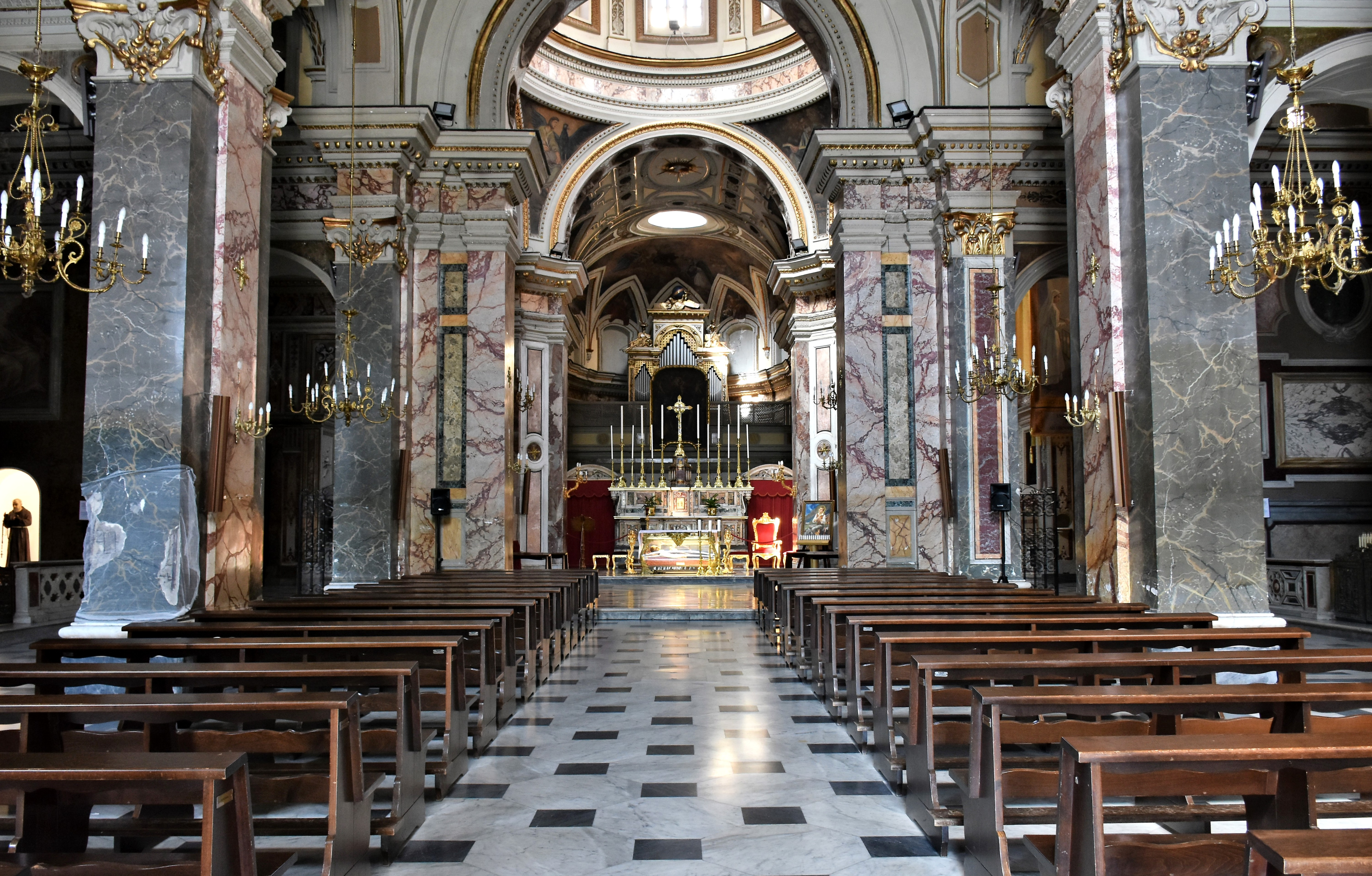
Vista dell'interno

Il tempio e l'annesso convento furono eretti grazie a un donativo fatto al domenicano Tommaso Vesti da Sara Ruffo di Mesurica, la nobildonna che lo riscattò dai Turchi. Con quei fondi i padri domenicani calabresi acquistarono la chiesetta di Santa Maria della Salute, eretta nel 1587.
Per i rimaneggiamenti della chiesa del 1619 è molto probabile un intervento diretto da parte di fra' Giuseppe Nuvolo. La costruzione del monastero cominciò tra 1673 ed il 1685 su progetto invece di Bonaventura Presti, a cui seguirono poi Giuseppe Caracciolo e Francesco Antonio Picchiatti. Durante il XVIII secolo venne attuato un ulteriore ampliamento grazie a Nicola Tagliacozzi Canale.
Il monastero non ebbe vita lunga e subì numerosi rimaneggiamenti sia esterni che interni, cambiando spesso destinazione d'uso. L'intero complesso finì per essere utilizzato come caserma fino al 1850. La chiesa è oggi visitabile e aperta al pubblico, il monastero ed i locali del chiostro ospitano invece alcuni uffici del comune di Napoli, II municipalità.

## Descrizione

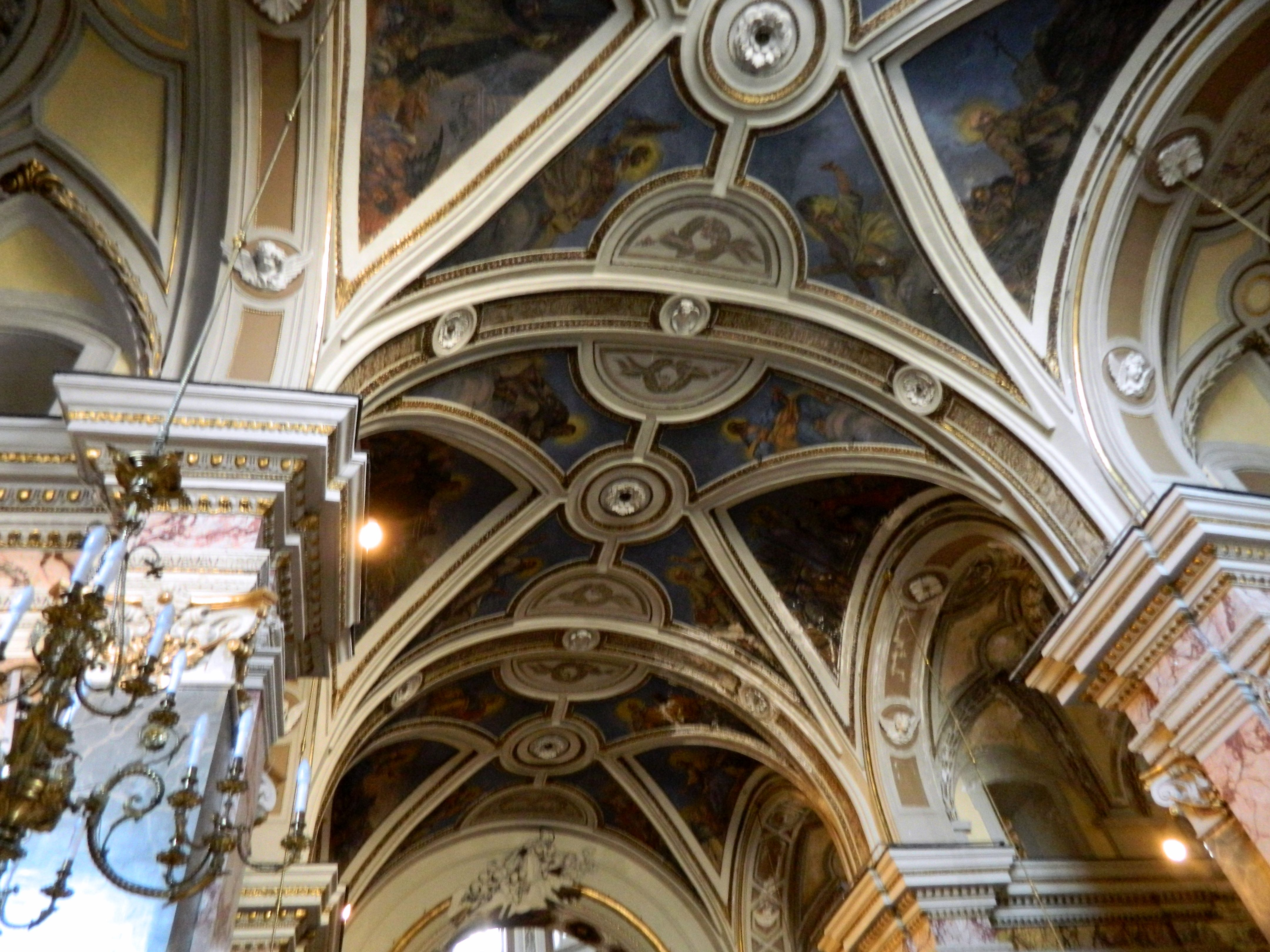
Volta della navata centrale

Nel 1600, l'interno, composto da tre navate e cappelle laterali, ha ricevuto un ricco e raffinato arredo barocco su progetto di Cosimo Fanzago, che per la stessa eseguì anche l'altare maggiore. Tuttavia la chiesa fu interessata nei secoli successivi da diversi lavori integrativi. Seppure la facciata principale su piazza Dante rimane pressoché quella originaria, con pietre laviche vesuviane e con le sculture dei santi Tommaso d'Aquino (a destra) e Domenico di Guzman (a sinistra), negli interni, invece, ai lavori barocchi per lo più del Fanzago, seguirono altre decorazioni in stucco e marmo sette-ottocentesche, medesima datazione questa per tutti i cicli di affreschi della volta e delle cappelle.

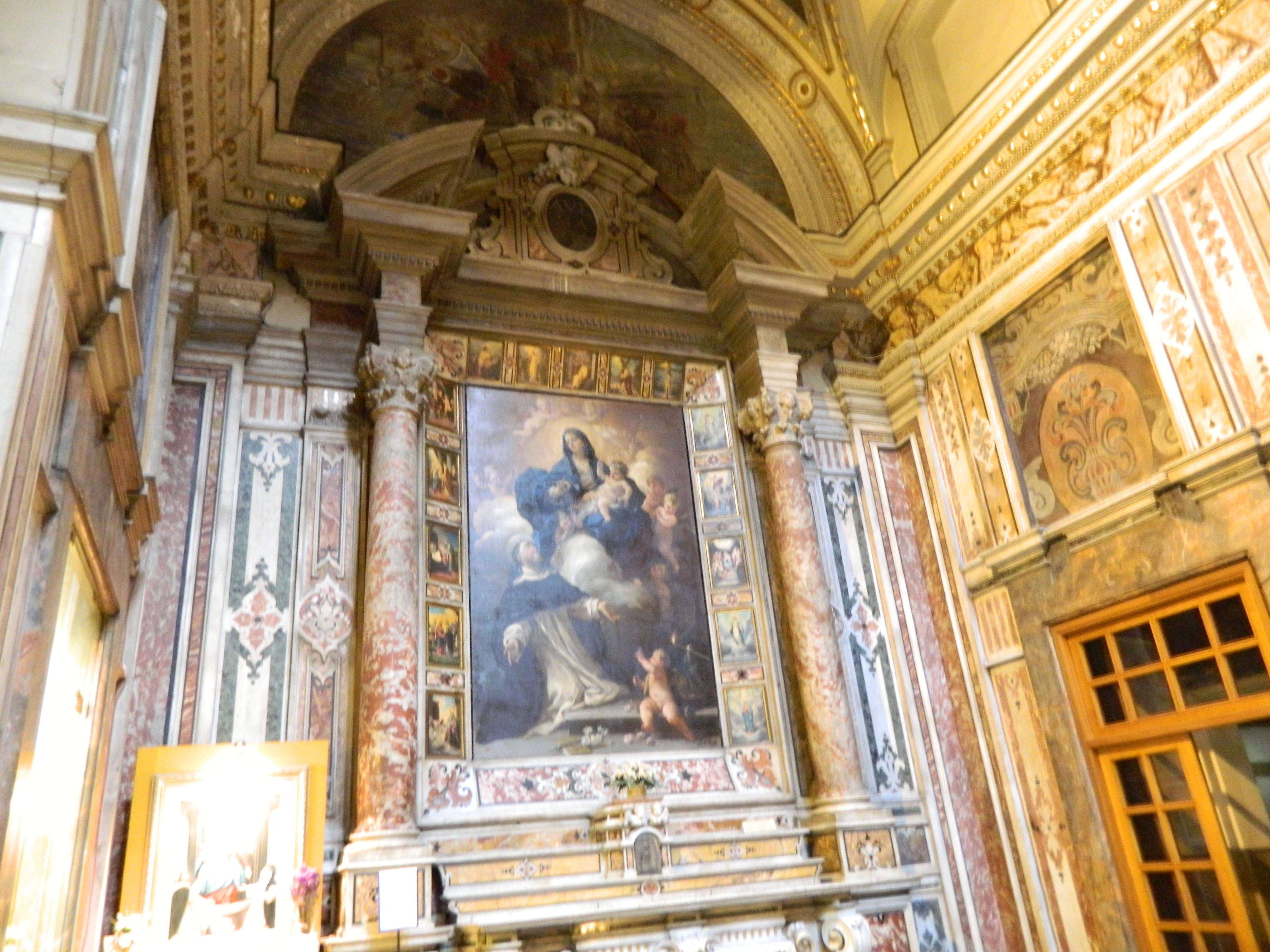
Madonna del Rosario, Luca Giordano

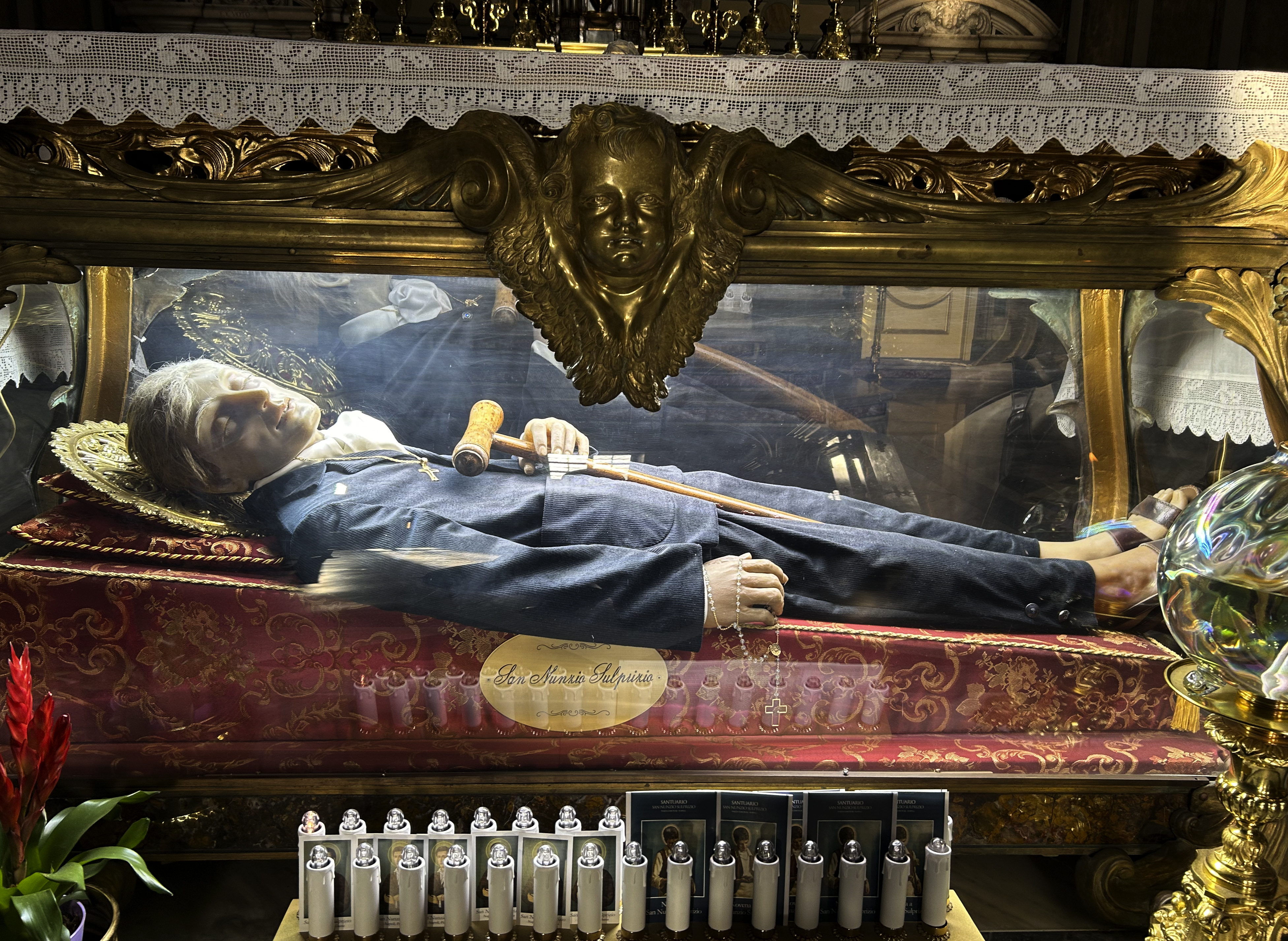
Urna con il corpo di san Nunzio Sulprizio

Nella prima cappella sulla sinistra si trova la tomba di Alessandro Rinuccini, decorata da opere di Giuseppe Sanmartino su disegno di Ferdinando Fuga del 1758. Nella terza cappella a sinistra è di Giacinto Diano la Vergine che presenta l'immagine miracolosa di San Domenico Soriano.
Sul transetto a sinistra è collocata una tela di Luca Giordano raffigurante la Madonna del Rosario (1690); in quello di destra invece un'altra Madonna del Rosario è attribuita ad Onofrio Palumbo, mentre di Giacomo Farelli datati 1703 sono le tele dell'Annunciazione a Maria, la Visitazione dell'Angelo, la Natività, la Caduta sotto la Croce, l'Incoronazione di Spine, la Flagellazione e la Presentazione al Tempio. La volta è affrescata da Salvatore Cozzolino e Vincenzo Galloppi con le Storie di santi Francescani e Domenicani (1882), lavori questi che rimpiazzarono precedenti cicli di Mattia Preti del 1664 sulla Gloria di San Domenico di Guzman, poi andate perduti.
Altre pitture e sculture seicentesche della chiesa hanno attribuzione ignota di scuola comunque napoletana; alcuni affreschi ottocenteschi sono invece attribuiti a Bernardino Castelli, altri di mano certa sono invece di Luigi Fabron e Luigi Scorrano.

## Chiostro
La chiesa è accompagnata dall'omonimo chiostro, accessibile anche da piazza Dante tramite due imponenti portali, o dal portale situato in vico Pontecorvo.
Il chiostro fu realizzato a opera del domenicano frà Tommaso Vesti che giunse in città dalla Calabria intorno agli inizi del XVII secolo. Nel 1606 ottenne una bolla dando così inizio alla realizzazione della chiesa e al chiostro.